# Nopsma nauta
Espèce
Nopsma nauta est une espèce d'araignées aranéomorphes de la famille des Caponiidae.

## Distribution
Cette espèce est endémique de la région de Loreto au Pérou,. Elle se rencontre vers Nauta.

## Description
Le mâle holotype mesure 4,33 mm.

## Systématique et taxinomie
Cette espèce a été décrite par Villarreal-Blanco, Martínez et Eyes-Escalante en 2025.

## Étymologie
Son nom d'espèce lui a été donné en référence au lieu de sa découverte, Nauta.

## Publication originale
- Villarreal-Blanco, Martínez & Eyes-Escalante, 2025 : « Four new species of Nopsma Sánchez-Ruiz, Brescovit & Bonaldo, 2020 (Arachnida: Caponiidae) from Peru. » European Journal of Taxonomy, vol. 981, p. 21-37 (texte intégral).